# Lignières-Châtelain
Pour les articles homonymes, voir Lignières.
Lignières-Châtelain est une commune française située dans le département de la Somme, en région Hauts-de-France.

## Géographie

### Localisation
Lignières-Châtelain est un village picard de l'Amiénois.
À vol d'oiseau, la localité est située à 8 km à l'est d'Aumale, 9 km à l'ouest de Poix-de-Picardie, 10 km au sud-est de Beaucamps-le-Vieux, 34 km au sud-ouest d'Amiens, 37 km au sud d'Abbeville et à 41 km au nord-ouest de Beauvais.
Le territoire de la commune est limitrophe de ceux de six communes.  
Les communes limitrophes sont Bettembos, Caulières, Marlers, Meigneux, Morvillers-Saint-Saturnin et Offignies.

### Hydrographie
La commune est traversée par la ligne de partage des eaux entre les bassins hydrographiques Artois-Picardie et Seine-Normandie. Elle n'est drainée par aucun cours d'eau.

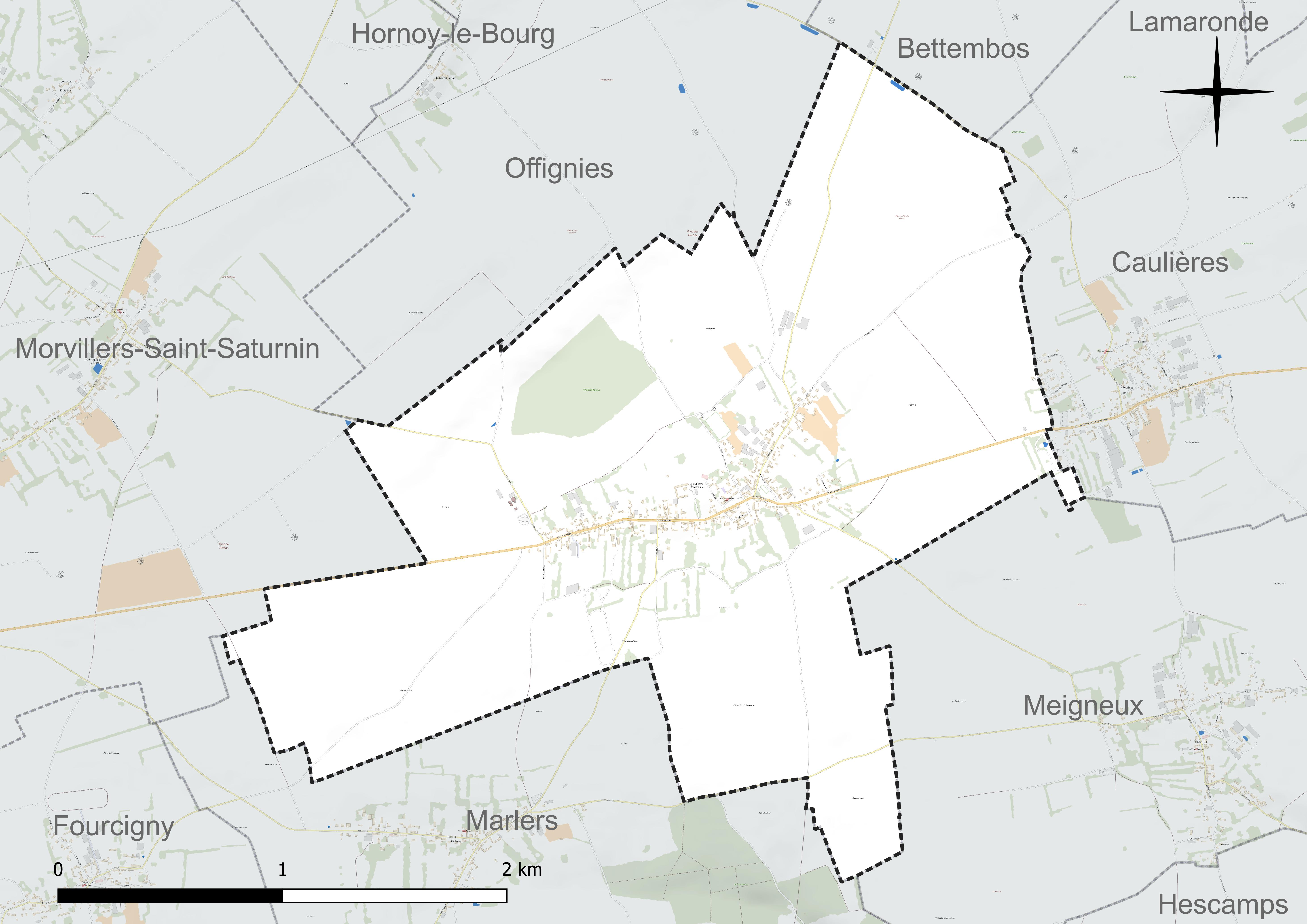
Réseau hydrographique de Lignières-Châtelain.

### Climat
Pour des articles plus généraux, voir Climat des Hauts-de-France et Climat de la Somme.
En 2010, le climat de la commune est de type climat océanique dégradé des plaines du Centre et du Nord, selon une étude du CNRS s'appuyant sur une série de données couvrant la période 1971-2000. En 2020, Météo-France publie une typologie des climats de la France métropolitaine dans laquelle la commune est exposée à un climat océanique et est dans la région climatique Côtes de la Manche orientale, caractérisée par un faible ensoleillement (1 550 h/an) ; forte humidité de l'air (plus de 20 h/jour avec humidité relative > 80 % en hiver), vents forts fréquents.
Pour la période 1971-2000, la température annuelle moyenne est de 9,5 °C, avec une amplitude thermique annuelle de 14,3 °C. Le cumul annuel moyen de précipitations est de 856 mm, avec 13,1 jours de précipitations en janvier et 9 jours en juillet. Pour la période 1991-2020, la température moyenne annuelle observée sur la station météorologique la plus proche, située sur la commune de Saint-Arnoult à 16 km à vol d'oiseau, est de 10,4 °C et le cumul annuel moyen de précipitations est de 797,2 mm,. Pour l'avenir, les paramètres climatiques de la commune estimés pour 2050 selon différents scénarios d'émission de gaz à effet de serre sont consultables sur un site dédié publié par Météo-France en novembre 2022.

## Urbanisme

### Typologie
Au 1er janvier 2024, Lignières-Châtelain est catégorisée commune rurale à habitat dispersé, selon la nouvelle grille communale de densité à sept niveaux définie par l'Insee en 2022.
Elle est située hors unité urbaine et hors attraction des villes,.

### Occupation des sols
L'occupation des sols de la commune, telle qu'elle ressort de la base de données européenne d'occupation biophysique des sols Corine Land Cover (CLC), est marquée par l'importance des territoires agricoles (94,7 % en 2018), une proportion identique à celle de 1990 (94,7 %). La répartition détaillée en 2018 est la suivante : 
terres arables (80,1 %), prairies (14,6 %), zones urbanisées (5,3 %). L'évolution de l'occupation des sols de la commune et de ses infrastructures peut être observée sur les différentes représentations cartographiques du territoire : la carte de Cassini (XVIIIe siècle), la carte d'état-major (1820-1866) et les cartes ou photos aériennes de l'IGN pour la période actuelle (1950 à aujourd'hui).

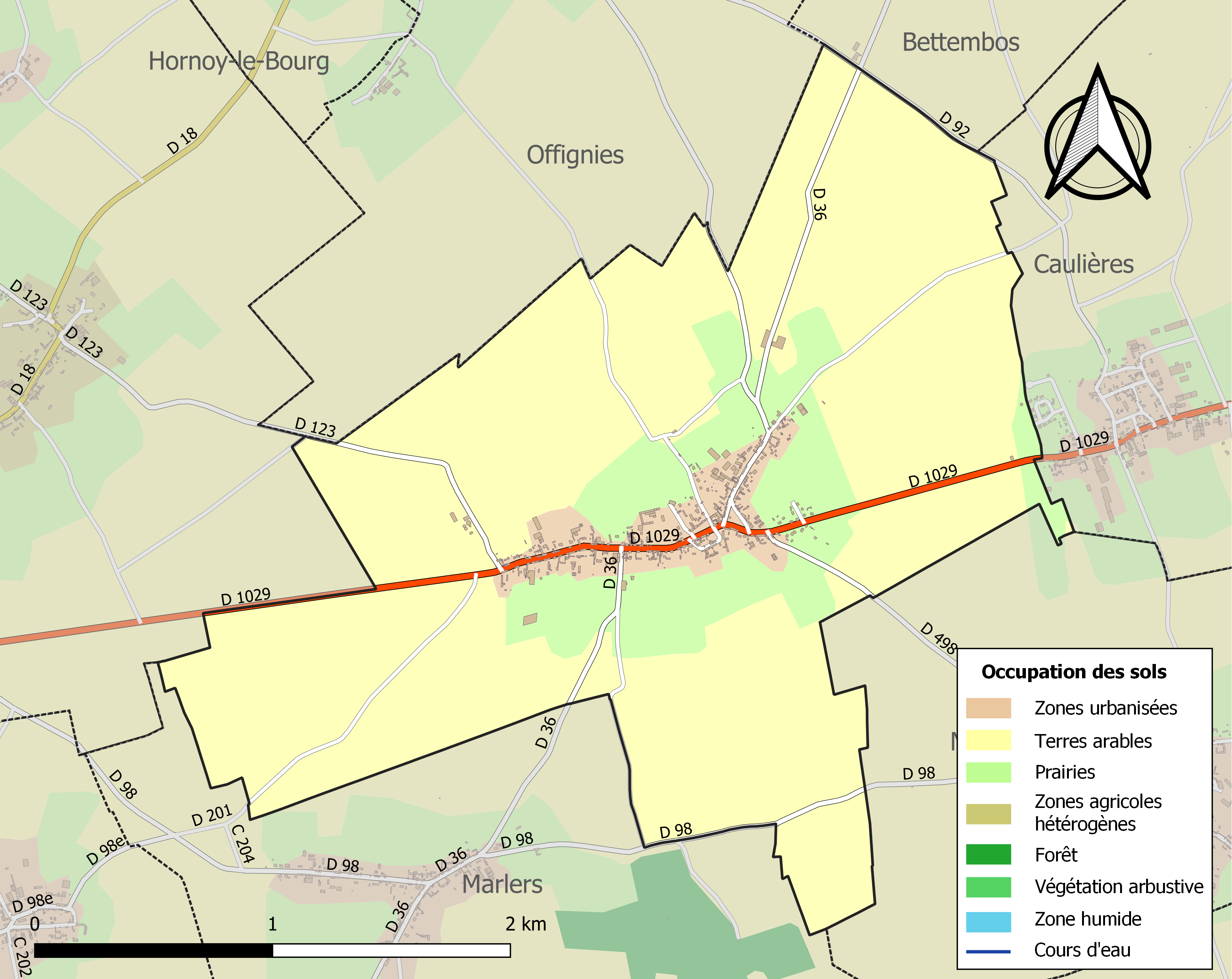
Carte des infrastructures et de l'occupation des sols de la commune en 2018 (CLC).

### Voies de communication et transports
La localité est desservie par les lignes de bus du réseau Trans'80, chaque jour de la semaine, sauf le dimanche et les jours fériés.

## Toponymie
Enguerrand de Boves, évêque d'Amiens en 1120, nous fournit la forme latinisée Linerii.
On relève Linière, Linières en 1195-1386, Lineres en 1214; Lyneriis, Lineriis (de) en 1234-1317, Ligniers-le-Chastel en 1318-1449 et Lignières-en-Chaussée en 1793.
Le nom de Lignières peut provenir de linarium, linaria, « lieu où l'on cultive le lin » ou de celui de la famille de Lignières.
La qualification de « châtelain » vient du fait que les possesseurs de Lignières étaient à titre héréditaire premiers pairs et châtelains de Picquigny. Les seigneurs de Lignières-Châtelain avaient, avant la Révolution, le privilège de tenir l'important château de Picquigny, place-forte sur la Somme, en l'absence des  seigneurs de Picquigny.
Durant la Révolution, la commune porte le nom de Lignières-en-Chaussée.

## Histoire
Des objets datant de l'époque romaine ont été trouvés lors de fouilles réalisées, vers 1850, dans un champ près du cimetière, du côté de la chapelle dédiée à saint Clément.
Sur le territoire de Lignières se plaça le plus important épisode de la Jacquerie de Picardie. En 1358, 3 000 Jacques, allant de Poix à Aumale, rencontrèrent, à quelque distance du village, 120 hommes d'armes, normands et picards, commandés par Guillaume de Picquigny. Celui-ci, s'étant présenté avant le combat pour parlementer, fut tué traîtreusement par Jean Petit-Cardaine, l'un des Jacques. Les gens d'armes de Guillaume se jetèrent alors sur les Jacques, dont plus de 2 000 restèrent sur le champ de bataille.
Lors des guerres de religion, en 1592, Mayenne et toute l'armée ligueuse suivirent le même chemin le jour de ce que Henri IV nomma lui-même « l'Erreur d'Aumale ».
À la Révolution française, Lignières fut le chef-lieu d'un des 18 cantons de l'arrondissement d'Amiens.
L'ancien cadastre indique l'emplacement du château de la famille des Essarts de Lignières, sur un tertre, près de l'église. Cet édifice se composait d'un corps de logis simple en profondeur, élevé en brique et pierre sur deux niveaux, au XVIIe siècle. Au XVIIIe siècle, ce corps de logis avait été prolongé sur la gauche, à l'ouest, par une aile en retour double en profondeur, élevée d'un seul rez-de-chaussée assez élevé et surmonté d'un comble mansardé,. Passé par successions aux Calonne-Coquerel, puis aux Langlois de Septenville, ce château a été détruit vers 1894.
Circonscriptions d'Ancien Régime
Le village relevait de la prévôté royale de Beauvaisis à Grandvilliers, du bailliage d'Amiens, de l'élection d'Amiens, intendance de Picardie, grenier à sel de Grandvilliers, puis d'Aumale,
La paroisse Saint Barthélemy dépendait du doyenné de Poix, archidiaconé et diocèse d'Amiens. Elle comprenait  deux secours[C'est-à-dire ?], un à Marlers et un à Meigneux.
Le curé était nommé par l'abbé de Saint-Germer-de-Fly, représenté par le prieur de Saint-Pierre-à-Gouy. La dîme était perçue pour un tiers ensemble par le chapitre de la cathédrale d'Amiens et à l'abbaye du Gard, un second tiers par l'abbaye Saint-Germer, et enfin un tiers par le curé de Lignières.

## Politique et administration

### Rattachements administratifs et électoraux
La commune se trouve dans l'arrondissement d'Amiens du département de la Somme. Pour l'élection des députés, elle fait partie depuis 2012 de la quatrième circonscription de la Somme.
Elle fait partie depuis 1801 du canton de Poix-de-Picardie. Dans le cadre du redécoupage cantonal de 2014 en France, ce canton, où la commune reste intégrée, est modifié et agrandi.

### Intercommunalité
La commune était membre de la communauté de communes du Sud-Ouest Amiénois (CCSOA), créée en 2004.
Dans le cadre des dispositions de la loi portant nouvelle organisation territoriale de la République du 7 août 2015, qui prévoit que les établissements publics de coopération intercommunale (EPCI) à fiscalité propre doivent avoir un minimum de 15 000 habitants, la préfète de la Somme propose en octobre 2015 un projet de nouveau schéma départemental de coopération intercommunale (SDCI) qui prévoit la réduction de 28 à 16 du nombre des intercommunalités à fiscalité propre du département.
Ce projet prévoit la « fusion des communautés de communes du Sud-Ouest Amiénois, du Contynois et de la région d'Oisemont », le nouvel ensemble de 37 412 habitants regroupant 120 communes,. À la suite de l'avis favorable de la commission départementale de coopération intercommunale en janvier 2016, la préfecture sollicite l'avis formel des conseils municipaux et communautaires concernés en vue de la mise en œuvre de la fusion.
La communauté de communes Somme Sud-Ouest (CC2SO), dont est désormais membre la commune, est ainsi créée au 1er janvier 2017.

### Liste des maires
| Période                                  | Période                       | Identité        | Étiquette | Qualité                        |
| ---------------------------------------- | ----------------------------- | --------------- | --------- | ------------------------------ |
| Les données manquantes sont à compléter. |                               |                 |           |                                |
|                                          | 19XX                          | Louis Foulon    |           | [ 32 ]                         |
| mars 2001                                | 2008                          | Alain Crété     |           |                                |
| mars 2008                                | 2014                          | Pascal Demonchy |           |                                |
| 2014                                     | En cours (au 13 juillet 2020) | Hubert Avet     |           | Réélu pour le mandat 2020-2026 |

## Population et société

### Démographie
L'évolution du nombre d'habitants est connue à travers les recensements de la population effectués dans la commune depuis 1793. Pour les communes de moins de 10 000 habitants, une enquête de recensement portant sur toute la population est réalisée tous les cinq ans, les populations de référence des années intermédiaires étant quant à elles estimées par interpolation ou extrapolation. Pour la commune, le premier recensement exhaustif entrant dans le cadre du nouveau dispositif a été réalisé en 2005.

En 2022, la commune comptait 344 habitants, en évolution de −9,47 % par rapport à 2016 (Somme : −1,26 %, France hors Mayotte : +2,11 %).
| 1793 | 1800 | 1806 | 1821 | 1831 | 1836 | 1841 | 1846 | 1851 |
| ---- | ---- | ---- | ---- | ---- | ---- | ---- | ---- | ---- |
| 558  | 576  | 585  | 570  | 505  | 503  | 500  | 495  | 504  |

| 1856 | 1861 | 1866 | 1872 | 1876 | 1881 | 1886 | 1891 | 1896 |
| ---- | ---- | ---- | ---- | ---- | ---- | ---- | ---- | ---- |
| 530  | 464  | 439  | 465  | 438  | 379  | 373  | 362  | 342  |

| 1901 | 1906 | 1911 | 1921 | 1926 | 1931 | 1936 | 1946 | 1954 |
| ---- | ---- | ---- | ---- | ---- | ---- | ---- | ---- | ---- |
| 354  | 346  | 322  | 292  | 305  | 328  | 312  | 361  | 381  |

| 1962 | 1968 | 1975 | 1982 | 1990 | 1999 | 2005 | 2006 | 2010 |
| ---- | ---- | ---- | ---- | ---- | ---- | ---- | ---- | ---- |
| 366  | 315  | 295  | 270  | 272  | 284  | 346  | 351  | 339  |

| 2015 | 2020 | 2022 | - | - | - | - | - | - |
| ---- | ---- | ---- | - | - | - | - | - | - |
| 374  | 343  | 344  | - | - | - | - | - | - |

Sous l'Ancien Régime, la paroisse était peuplée de 100 habitants en 1698; 177 feux et 526 habitants en 1724; 174 feux et 539 habitants en 1772.

### Enseignement
Une école publique est implantée dans le village. Elle compte 16 élèves pour l'année scolaire 2018-2019.
Depuis le 1er janvier 2017, la compétence scolaire relève de la communauté de communes.
Les classes de Gauville, du hameau de Digeon et de Lignières-Châtelain sont organisées au sein d'un regroupement pédagogique intercommunal.

### Autres services publics
Le bureau de poste qui n'était accessible que le matin a fermé en juin 2019. La mairie a lancé une agence postale ouverte depuis cette date du lundi au samedi.

### Cultes
En 2007, l'église Saint-Barthélémy est ouverte un dimanche matin par mois (environ) pour la célébration d'une messe. Le catéchisme est enseigné une fois par semaine dans le local proche du presbytère.

## Culture locale et patrimoine

### Lieux et monuments
- Église Saint-Barthélemy. En partie reconstruite au XVIIIe siècle, en prenant pour base des éléments architecturaux du XVIe siècle[20]. Son côté nord correspond, à cet endroit, à la limite de la zone bâtie du village. Elle donne sur une grande pâture (propriété privée). Le clocher se dresse sur le côté sud du chœur. Une statue de saint surplombe l'entrée principale[22]. On remarque, à l'intérieur, les vitraux du chœur, aux armes des Langlois de Septenville, au-dessus de l'emplacement de l'ancien maitre-autel.

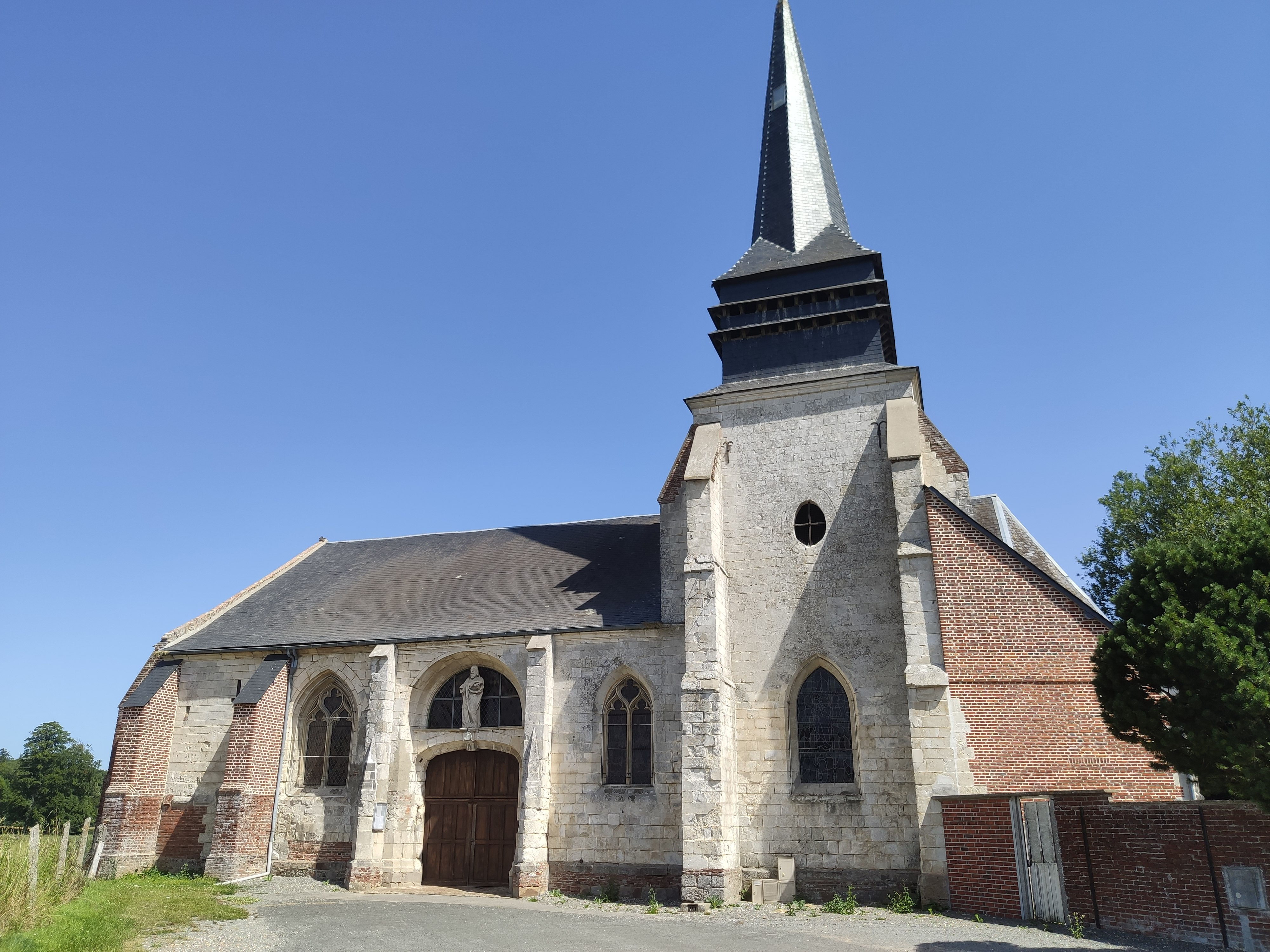
Façade principale de l'église
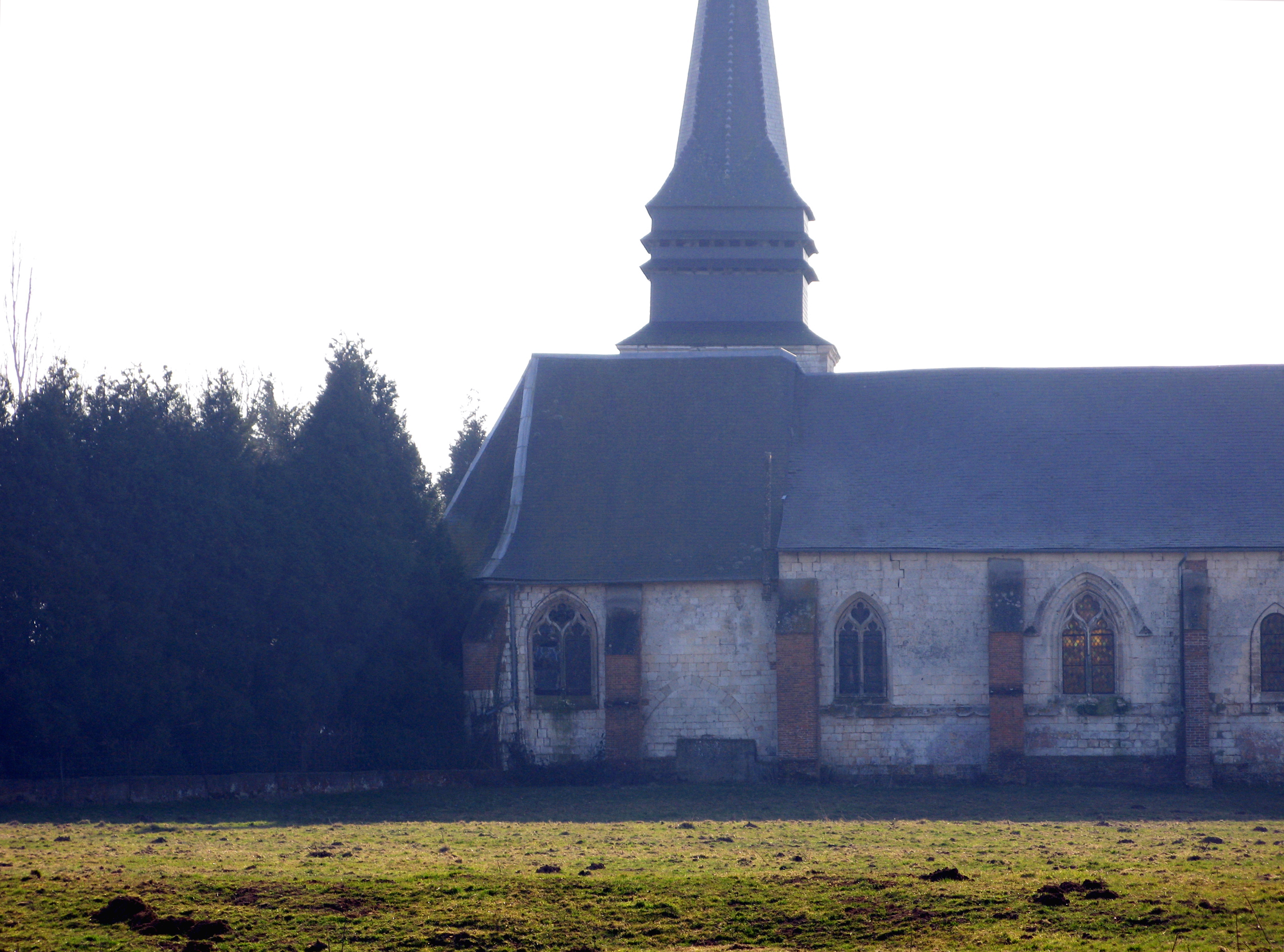
Arrière de l'église
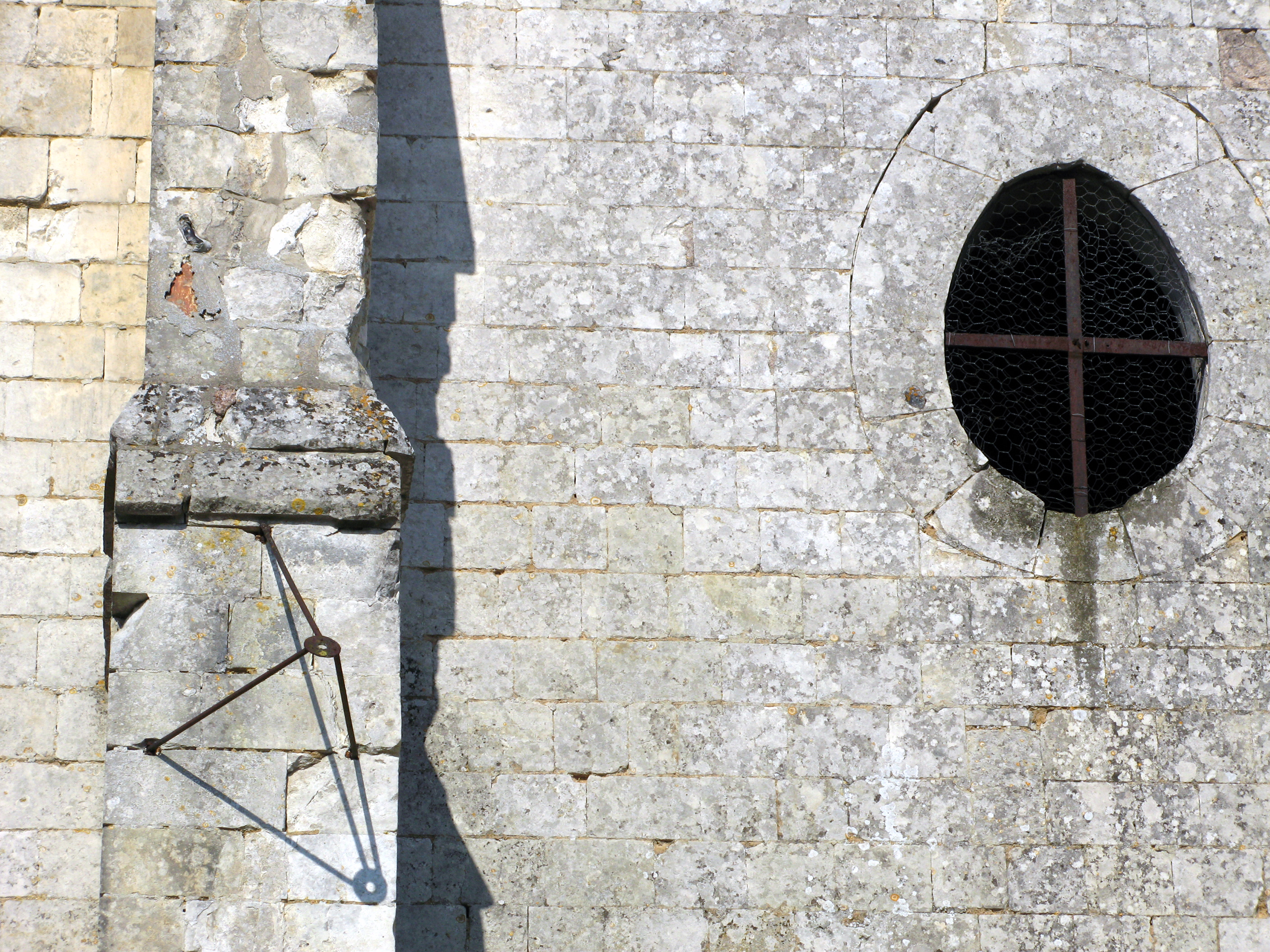
Cadran scolaire sur l'église
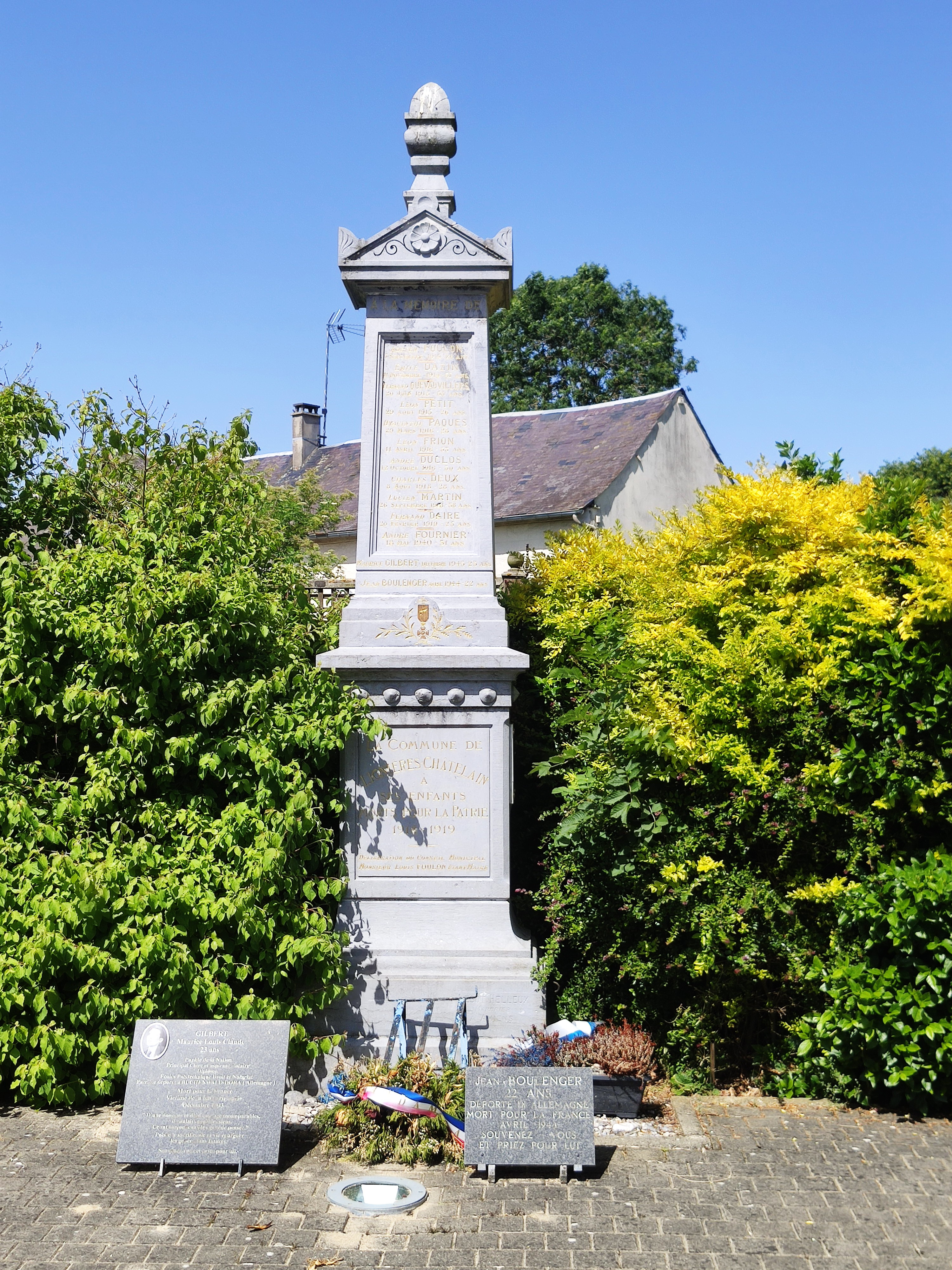
Monument aux morts

### Personnalités liées à la commune
- Louis Léon Langlois de Septenville (Amiens, 10 janvier 1754 - Lignières-Châtelain, 28 août 1844), officier (jusqu'en 1789), receveur à Nivelles, député de la Dyle de l'an XIII à 1814[42], baron de l'Empire (1813), nommé par le Roi Louis XVIII receveur particulier des finances à Montdidier, maire de Montdidier (1823-1829), chevalier de Saint Louis, officier de la Légion d'honneur[43].
- Charles Langlois de Septenville (Paris 17 novembre 1835 - Etterbeek 21 mars 1915), petit-fils du précédent, député de la Somme de 1876 à 1881.

### Héraldique
|  | Les armes de la commune se blasonnent ainsi : de gueules aux trois croissants d'or. |